# In Love and War
In Love and War är en amerikansk romantisk dramafilm från 1996 i regi av Richard Attenborough. Filmen är baserad på boken Hemingway in Love and War av Henry S. Villard och James Nagel. I huvudrollerna ses Sandra Bullock, Chris O'Donnell, Mackenzie Astin och Margot Steinberg. 
Hemingway, som var djupt påverkad av sin romantiska relation med Kurowsky, skrev själv senare flera berättelser om detta, däribland Farväl till vapnen.

## Handling
Ernest är 18 år, äventyrslysten och tjänar som ambulansförare i Italien under första världskriget. Han blir skadad och vårdas på ett militärsjukhus (där han delar rum med Henry Villard, som senare kom att skriva boken som filmen är baserad på) av sjuksystern Agnes. Det uppstår känslor dem emellan, men medan Ernest gör sitt bästa för att erövra Agnes gör hon sitt bästa för att stå emot. 

## Om filmen
Filmen är baserad på boken Hemingway in Love and War av Henry S. Villard och James Nagel och handlar om Hemingways upplevelser under första världskriget, däribland hans passionerade förälskelse i sjuksystern Agnes von Kurowsky. 

## Rollista i urval
- Sandra Bullock - Agnes von Kurowsky
- Chris O'Donnell - Ernest 'Ernie' Hemingway
- Mackenzie Astin - Henry Villard
- Margot Steinberg - Mabel 'Rosie' Rose
- Alan Bennett - Porter
- Ingrid Lacey - Elsie 'Mac' MacDonald
- Emilio Bonucci - Dr. Domenico Caracciolo
- Terence Sach - Porter
- Carlo Croccolo - borgmästare
- Tara Hugo - Katherine 'Gumshoe' De Long
- Gigi Vivan - italienskt barn
- Giuseppe Bonato - morfar
- Allegra Di Carpegna - Loretta Cavanaugh
- Diane Witter - Adele Brown
- Mindy Lee Raskin - Charlotte Anne Miller
- Tracy Hostmyer - Ruth Harper
- Tim McDonell - adjutanten (Tenente Alberte)